# Kościół w Täby
Kościół w Täby (szw. Täby kyrka) – kościół w Täby położony jest w centrum miasta przy ulicy Kyrkvägen 7–9. Należy do Kościoła Szwecji. Znany na świecie z malowidła ściennego przedstawiającego rycerza grającego w szachy ze śmiercią, motyw, który Ingmar Bergman wykorzystał w swoim filmie Siódma pieczęć.
Kościół w Täby ma status zabytku sakralnego na podstawie rozdz. 4 § 3 Prawa o ochronie dziedzictwa kulturowego (szw. Kulturminneslagen), zgodnie z którym ochronie podlegają obiekty wzniesione do końca 1939 roku.

## Historia i architektura
Parafia Täby jest jedną z najbogatszych w Szwecji, jeśli chodzi o zasoby kamieni runicznych. Większość z nich pochodzi z XI w., kiedy, jak się przypuszcza, chrześcijaństwo było już w Upplandzie oficjalną religią. Prawdopodobnie wtedy zbudowano w Täby drewniany kościół, o którym jednak nic nie wiadomo. Obecny murowany kościół wybudowany został w połowie XIII w. Ponieważ korpus główny i zakrystia nie są połączone ze sobą, zakłada się, iż ta ostatnia została zbudowana pod koniec XIII stulecia. Inna teoria mówi, że pochodzi ona ze starego drewnianego kościoła. Nie było niczym niezwykłym, iż drewniany kościół miał zakrystię zbudowaną z kamienia, która dzięki temu była bezpieczniejsza na wypadek pożaru lub włamania.
Między 1425 a 1460 do kościoła dobudowano vapenhus, który wewnątrz ozdobiły freski nieznanego mistrza. Zewnętrzny portal jest oryginalny składa się z oprawionych w żelazo dębowych drzwi. Cztery kryształowe sklepienia korpusu głównego zbudowano ok. 1475. Po 1480 Albertus Pictor pokrył ściany i sklepienia malowidłami, należącymi do jego najwybitniejszych osiągnięć i zarazem najlepiej zachowanych, obok tych z kościoła w Härkeberga. Malowidła przedstawiają sceny ze Starego i Nowego Testamentu, umieszczone naprzeciwko siebie. Uwagę zwraca podwójne malowidło przedstawiające popularnego skandynawskiego świętego, św. Olafa i jego szwedzkiego rywala, św. Eryka. Do innych charakterystycznych tematów ikonograficznych należy wieloryb wypluwający ze swych wnętrzności nagiego proroka Jonasza. Główne malowidło w kościele, umieszczone w sklepieniu nad ołtarzem, przedstawia Tron Łaski, w którym Bóg Ojciec trzyma w dłoniach swego ukrzyżowanego Syna.

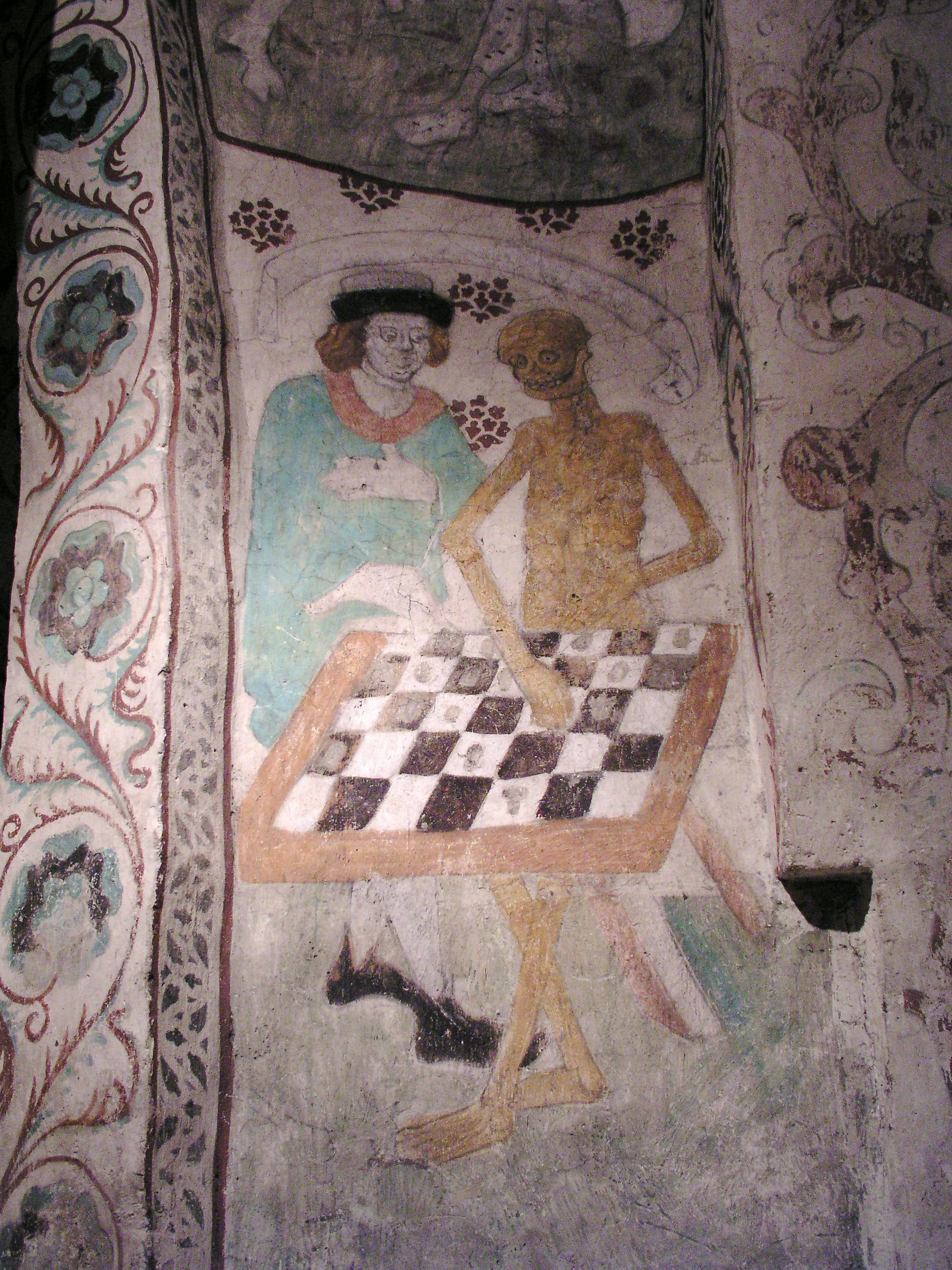
Śmierć grająca w szachy pędzla Albertusa Pictora (1440–1507). Tym właśnie malowidłem inspirował się Ingmar Bergman kręcąc Siódmą pieczęć

Najbardziej znanym malowidłem pozostaje jednak umieszczone w narożniku nad emporą wyobrażenie rycerza grającego w szachy ze śmiercią, które zainspirowało Ingmara Bergmana do napisania sztuki teatralnej Malowidło na drzewie (Trämålning), a następnie do nakręcenia na jej podstawie filmu Siódma pieczęć. W filmie Bergmana oprócz sceny przedstawiającej rycerza (Max von Sydow) grającego ze śmiercią (Bengt Ekerot) znalazły się też inne nawiązania do malowideł Pictora, jak pochód pokutników czy rozmowa giermka (Gunnar Björnstrand) z malarzem kościelnym. Malowidłem Pictora zainspirował się również malarz Bo Beskow, tworząc w latach 1959–1960 jeden z witraży do katedry Växjö.
Wykonana w Lubece nastawa ołtarzowa z lat 70. XV w. mająca za temat ikonograficzny scenę z Golgoty, flankowana jest rzeźbami św. Olafa i pewnego biskupa. Poniżej są cztery sceny z Męki Pańskiej, a na skrzydłach ołtarza znajduje się Dwunastu Apostołów. Na rewersach skrzydeł są obrazy przedstawiające Wieczerzę Pańską, śmierć Matki Bożej, Koronację Matki Bożej i mszę świętego Grzegorza. Pochodząca z lat 30. XVII w. ambona pierwotnie znajdowała się w kaplicy na zamku Trzech Koron w Sztokholmie. Po prawej stronie ołtarza znajduje się nagrobek z 1345. Wśród wielu płyt nagrobnych znajdujących się w posadzce kościoła znajduje się płyta z nazwiskiem Johana Palmstrucha, ojca szwedzkiej bankowości. Empora organowa i prospekt organowy pochodzą z XVIII w.
W latach 1993–1994 wnętrze kościoła przeszło gruntowną renowację pod kierunkiem architekta Uno Söderberga. Między innymi oczyszczono freski i wstawiono nowe ławki.
Pomiędzy kościołem a wolno stojącą dzwonnicą (z 1763) znajduje się kaplica Wiecznego Światła (Eviga Ljusets Kapell). Mur otaczający kościół oraz południowa, zadaszona furta pochodzą z XIV w.